# Veckläppade fladdermöss
Veckläppade fladdermöss (Molossidae) är en familj i ordningen fladdermöss med cirka 100 arter fördelade på 16 släkten. De förekommer huvudsakligen i tropikerna och en art, veckläppad fladdermus (Tadarida teniotis), lever även i Sydeuropa.
Det vetenskapliga namnet av typsläktet Molossus är bildat av det grekiska namnet för en utdöd hundras som användes av fårherdar. Hundarna liknade den nuvarande rasen mastiff.

## Utbredning
Dessa fladdermöss lever främst i tropiska regioner över hela världen. I Amerika finns de från USA till Argentina. Arter lever även i södra Europa, i stora delar av Afrika, i södra Asien samt på Australien och flera öar av Oceanien.

## Kännetecken
Veckläppade fladdermöss når en kroppslängd (huvud och bål) mellan 4 och 13 centimeter och en svanslängd av 1,4 till 8 centimeter. Vikten varierar mellan 8 och 220 gram. Huvudet har en kort och bred nos.
Läpparna är breda och köttiga med flera veck och rännor. De korta breda öronen är ofta böjda framåt. Ögonen är små. Näsborrarna sitter ibland i en förtjockning som bär morrhår. Även på övre läppen förekommer styva hår. Hos flera medlemmar är öronen sammanlänkade med ett band av hud och dessutom har några arter en hårtofs på bandet.
Med sina långa smala vingar kan de flyga länge utan paus men de har svårare att manövrera. Den korta mjuka pälsen är oftast röd-, brun eller svartaktig. Ett undantag är släktet nakenfladdermöss (Cheiromeles) som nästan saknar hår. Några arter går på marken baklänges och använder svansen som sensor.
Svansen är lång och dess spets ligger tydligt utanför flygmembranen. Flygmembranens färg kan vara mörk eller vitaktig. Flera familjemedlemmar har dessutom ett band av hår på vingarnas undersida. Dessutom förekommer några styva hår på svansflyghudens undersida.
Tandformeln är I 1/1-3 C 1/1 P 1-2/2 M 2-3/3, alltså 24 till 32 tänder.

## Levnadssätt
Arterna är som de flesta fladdermöss aktiva på natten. De vilar i grottor, bergssprickor, byggnader, håligheter i träd och jordgropar. Ofta samlas de i kolonier med flera hundra eller tusen individer men det finns även arter där varje individ lever ensam. Sovplatserna har i flera fall en typisk myskliknande doft. Hittills har inga medlemmar som hållit vinterdvala iakttagits. Arter som bor i kyligare regioner vandrar ibland till varmare områden under vintern eller de blir slö. Alla arter äter insekter som de fångar flygande.

## Systematik
Veckläppade fladdermöss delas vanligen i 17 släkten med tillsammans cirka 100 arter:
- Austronomus, 2 arter, nybildat året 2015, Australien, Nya Guinea
- Chaerephon, 18 arter, Afrika, södra Asien, Australien.
- Nakenfladdermöss (Cheiromeles), 2 arter, Sydostasien.
- Cynomops, 5 arter, Central- och Sydamerika.
- Eumops, 10 arter, Amerika.
- Molossops, 4 arter, Sydamerika.
- Molossus, 8 arter, Amerika.
- Mops, 15 arter, Afrika, Sydostasien.
- Mormopterus, 10 arter, hela världen.
- Myopterus, 2 arter, Centralafrika
- Nyctinomops, 4 arter, Nord- och Centralamerika
- Otomops, 7 arter, Afrika, Sydostasien, Nya Guinea
- Platymops setiger, östra Afrika
- Promops, 2 arter, Central- och Sydamerika
- Sauromys petrophilus, Sydafrika
- Tadarida, 10 arter, hela världen, däribland veckläppad fladdermus i Europa
- Tomopeas ravus, Peru

Arten Tomopeas ravus som tidigare räknades till familjen läderlappar bildar idag underfamiljen Tomopeatinae, alla andra släkten sammanfattas i underfamiljen Molossinae.
De äldsta fossilen som kan räknas till veckläppade fladdermöss finns från senare eocen.